# Frank Romero
Frank Romero (ur. 19 sierpnia 1987 w Limie) – peruwiański piłkarz występujący na pozycji pomocnika. Posiada także obywatelstwo japońskie. Od 2022 roku zawodnik Kagoshima United FC.

## Życiorys
Uczęszczał i grał w piłkarskiej drużynie Aomori Yamada High School. W 2007 roku został studentem Uniwersytetu Ryutsu Keizai, gdzie grał w drużynie uniwersyteckiej. Na początku 2011 roku został zawodnikiem Mito HollyHock, w którym występował przez dwa lata, rozgrywając 72 ligowe mecze. W 2013 roku podpisał kontrakt z Montedio Yamagata. W 2014 roku jego klub wygrał mecze barażowe z Júbilo Iwata (2:1) i JEF United (1:0), awansując tym samym do J1 League. W najwyższej japońskiej klasie rozgrywkowej Romero zadebiutował 4 kwietnia 2015 roku w przegranym 1:2 spotkaniu z Shonan Bellmare. Na początku 2016 roku przeszedł do Albirexu Niigata, a wkrótce później został wypożyczony do Mito HollyHock. W 2017 roku wrócił do Albirexu, dla którego rozegrał 11 ligowych meczów. W latach 2018–2019 grał w Machida Zelvia, a następnie ponownie w Albirexie. W 2022 roku przeszedł do Kagoshimy United.

## Statystyki ligowe
| Sezon | Klub                        | Liga                  | Mecze | Gole |
| ----- | --------------------------- | --------------------- | ----- | ---- |
| 2009  | Ryutsu Keizai University FC | Japan Football League | 17    | 7    |
| 2011  | Mito HollyHock              | J.League Division 2   | 31    | 3    |
| 2012  | Mito HollyHock              | J.League Division 2   | 41    | 5    |
| 2013  | Montedio Yamagata           | J.League Division 2   | 37    | 7    |
| 2014  | Montedio Yamagata           | J.League Division 2   | 28    | 1    |
| 2015  | Montedio Yamagata           | J1 League             | 31    | 3    |
| 2016  | Mito HollyHock              | J2 League             | 36    | 3    |
| 2017  | Albirex Niigata             | J1 League             | 11    | 0    |
| 2018  | Machida Zelvia              | J2 League             | 23    | 4    |
| 2019  | Machida Zelvia              | J2 League             | 33    | 9    |
| 2020  | Albirex Niigata             | J2 League             | 29    | 5    |
| 2021  | Albirex Niigata             | J2 League             | 28    | 6    |
| 2022  | Kagoshima United FC         | J3 League             | 30    | 8    |